# Забоже (Буський повіт)
Забоже (пол. Zaborze) — село в Польщі, у гміні Стопниця Буського повіту Свентокшиського воєводства.
Населення — 68 осіб (2011).
У 1975-1998 роках село належало до Келецького воєводства.

## Демографія
Демографічна структура на день 31 березня 2011 року:
|          | Загалом | Допрацездатний вік | Працездатний вік | Постпрацездатний вік |
| -------- | ------- | ------------------ | ---------------- | -------------------- |
| Чоловіки | 31      | 9                  | 20               | 2                    |
| Жінки    | 37      | 10                 | 19               | 8                    |
| Разом    | 68      | 19                 | 39               | 10                   |